# لو پوازا
لو پوازا (به فرانسوی: Le Poizat) یک کمون در فرانسه است که در canton of Nantua واقع شده‌است.

## خصوصیات
لو پوازا ۱۷٫۹ کیلومترمربع مساحت و ۴۲۴ نفر جمعیت دارد و ۹۵۰ متر بالاتر از سطح دریا واقع شده‌است.